# Laurance Sanford
Laurance „Larry” Sanford (Melrose, Massachusetts, ? – ?) világbajnok amerikai jégkorongozó.
Az 1931-es jégkorong-világbajnokságon ezüstérmes lett. Mind a 6 mérkőzésen játszott 2 gólt lőtt.
Az 1933-as jégkorong-világbajnokságot megnyerte az amerikai csapattal. Mind az 5 mérkőzésen játszott, 1 gólt lőtt.